# 5844 Chlupáč
Az 5844 Chlupáč (ideiglenes jelöléssel (5844) 1986 UQ) a Naprendszer kisbolygóövében található aszteroida. Zdenka Vávrová fedezte fel 1986. október 28-án.